# Yama (Art Farmer/Joe Henderson)
Yama è un album di Art Farmer e Joe Henderson, pubblicato dalla CTI Records nel 1979. Il disco fu registrato nell'aprile 1979 al The Power Station di New York (Stati Uniti).

## Tracce
Lato A
1. Dulzura – 4:10 (Clare Fischer)
2. Stop (Think Again) – 6:47 (Robin Gibb, Barry Gibb, Maurice Gibb)
3. Young and Fine – 6:44 (Josef Zawinul)

Lato B
1. Lotus Blossom – 8:23 (Don Grolnick)
2. Blue Montreux – 6:58 (Mike Mainieri)

## Musicisti
- Art Farmer - flicorno
- Joe Henderson - sassofono tenore
- Mike Mainieri - sintetizzatore, vibrafono
- Mike Mainieri - arrangiamenti
- Suzanne Ciani - sintetizzatore programming
- Don Grolnick - tastiere
- Fred Hersch - tastiere
- Warren Bernhardt - tastiere
- David Spinozza - chitarra
- John Tropea - chitarra
- Eddie Gomez - basso acustico
- Will Lee - basso elettrico
- Steve Gadd - batteria
- Sammy Figueroa - percussioni